# Krčevine (Šipovo)
Pour les articles homonymes, voir Krčevine.
Krčevine (en serbe cyrillique : Крчевине) est un village de Bosnie-Herzégovine. Il est situé dans la municipalité de Šipovo et dans la république serbe de Bosnie. Selon les premiers résultats du recensement bosnien de 2013, il compte 26 habitants.

## Démographie

### Répartition de la population par nationalités (1991)
En 1991, le village comptait 160 habitants, répartis de la manière suivante :